# Zygmunt Sajna
Zygmunt Sajna (ur. 20 stycznia 1897 w Żurawlówce, zm. 17 września 1940 w Palmirach) – polski duchowny katolicki, męczennik i błogosławiony Kościoła rzymskokatolickiego.

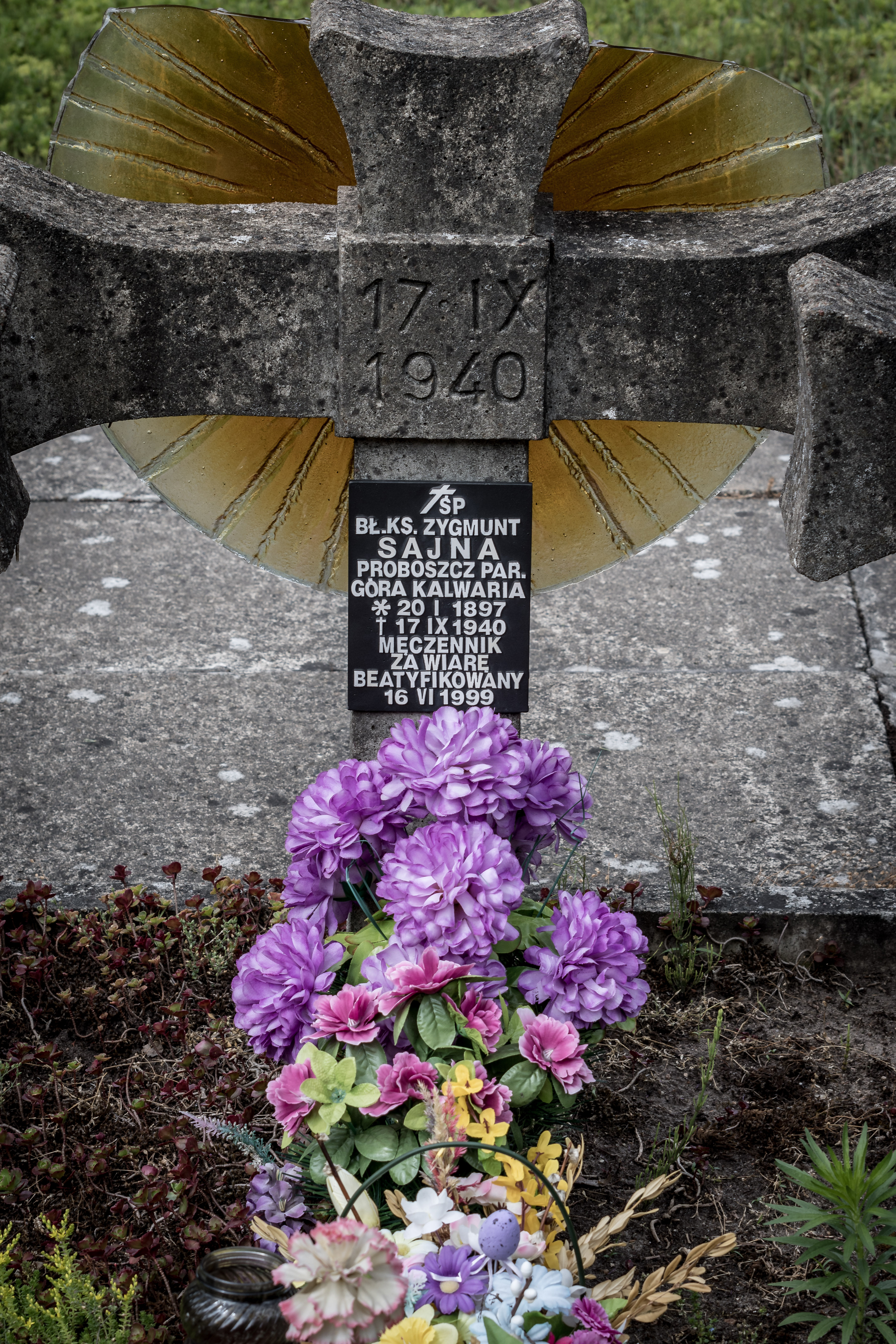
Grób ks. Zygmunta Sajny w Palmirach

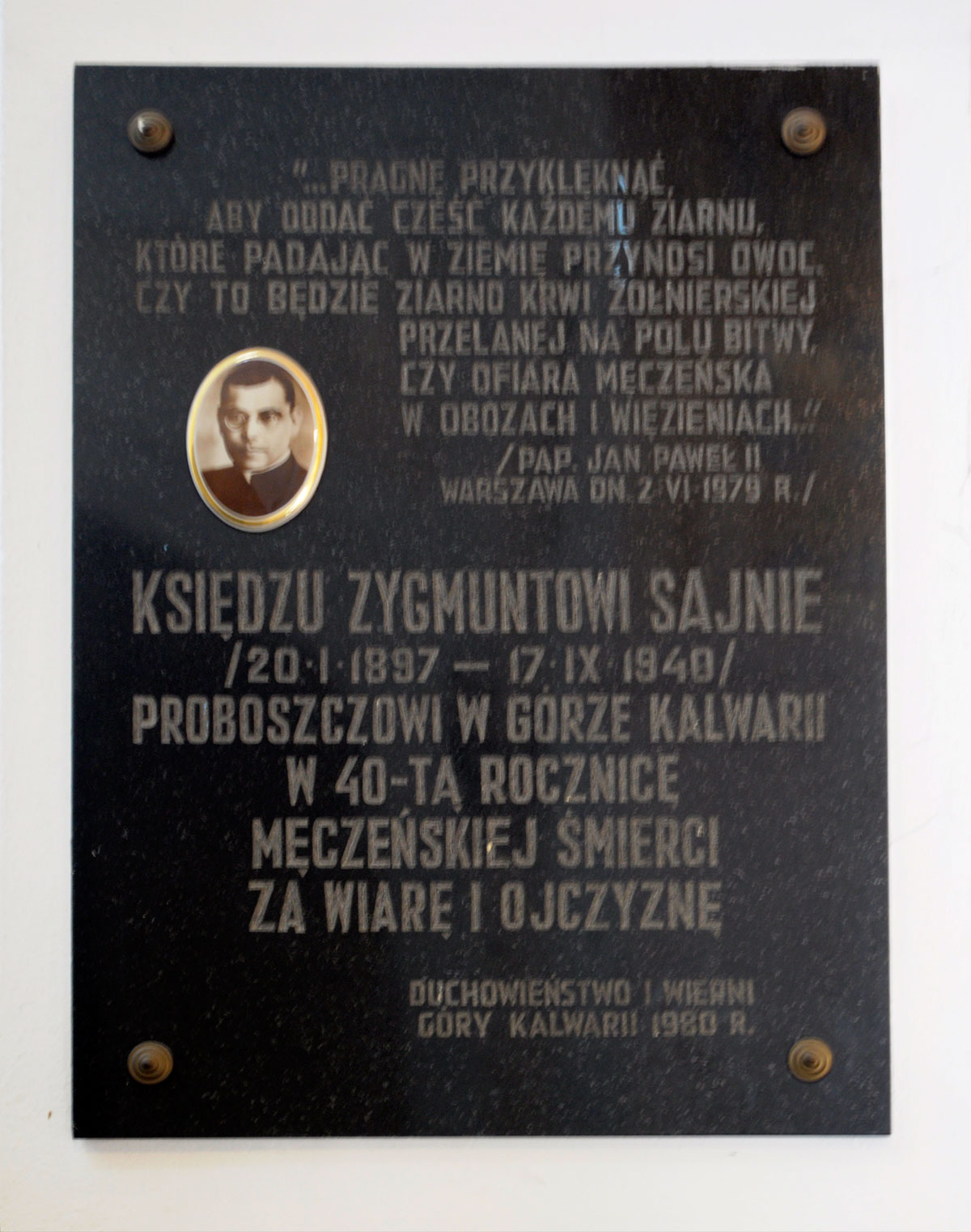
Tablica upamiętniająca w Kościele Niepokalanego Poczęcia Najświętszej Maryi Panny w Górze Kalwarii

## Życiorys
Syn Franciszka i Franciszki z domu Jarosz. Urodził się 20 stycznia 1897 w Żurawlówce w parafii Huszlew w diecezji siedleckiej. Około 1909 roku jego rodzina przeniosła się do Mielników. W 1918 ukończył naukę i zdał maturę w gimnazjum w Siedlcach.

### Kapłaństwo
Ukończył Wyższe Metropolitalne Seminarium Duchowne w Warszawie. Święcenia kapłańskie przyjął w lutym 1924. Mianowany najpierw wikariuszem w parafii Jadów (obecnie diecezja warszawsko-praska), z końcem czerwca 1924 r. przeszedł do parafii Babice (archidiecezja warszawska).
Dnia 29 października 1924 podjął w Rzymie na Uniwersytecie Gregoriańskim studia prawnicze. Przerwał je w 1926 z powodu choroby płuc i serca. Do kraju wrócił ze stopniem licencjata prawa kanonicznego.
Po powrocie, jeszcze w 1926 roku został mianowany kapelanem w klasztorze Sióstr Niepokalanek w Szymanowie.
W 1931 wyjechał na kurację i odpoczynek do Zakopanego, gdzie jego stan zdrowia uległ polepszeniu. 
Następnie podjął służbę kapłańską w parafii Antoniego z Padwy (1931–1932), św. Aleksandra na Placu Trzech Krzyży (1932–1935) oraz parafii archikatedralnej św. Jana Chrzciciela (1935–1938) (wszystkie w Warszawie). W 1938 objął parafię w Górze Kalwarii.

### II wojna światowa
Wybuch II wojny światowej zastał go w Górze Kalwarii, gdzie pełnił obowiązki duszpasterskie także podczas okupacji. Taki stan rzeczy utrzymał się tylko do grudnia 1939 roku. W związku z wygłaszaniem przez niego kazań o treści patriotycznej oraz udzielaniem duchowego wsparcia Polakom, okupacyjne władze niemieckie nałożyły na niego areszt domowy. Nie mógł chodzić do kościoła, ani służyć jako kapłan.
Nie skorzystał z proponowanej mu możliwości ucieczki, nie chcąc opuścić parafian. Za swą postawę poddawany był szykanom. Areszt domowy zamieniono mu na zwykły areszt, początkowo więziono go w koszarach, następnie w Przytułku dla Starców i Kalek w Górze Kalwarii. Stamtąd w kwietniu 1940 trafił na Aleję Szucha w Warszawie, a następnie na warszawski Pawiak. Przez okres uwięzienia nie rozstawał się ze strojem kapłańskim, brewiarzem i różańcem. Był za to bity i torturowany, w protokole ekshumacji z 1946 stwierdzono, iż wybito mu wszystkie przednie zęby.

### Śmierć
Według relacji ocalałych współwięźniów, ksiądz Zygmunt Sajna również na Pawiaku pełnił posługę kapłana, m.in. spowiadał, a także udzielał komunii, korzystając z przemycanych z zewnątrz komunikantów. 
Dnia 17 września 1940 księdza Zygmunta Sajnę wraz z grupą ok. 200 osób rozstrzelano w masowej egzekucji w Palmirach. Zamordowano go w ramach akcji AB, mającej na celu eksterminację polskiej inteligencji. Według relacji obserwującego z ukrycia egzekucję gajowego, Piotra Herbańskiego, będący w grupie skazańców kapłan błogosławił swych towarzyszy znakiem krzyża i przemawiał do nich. W 1946 podczas ekshumacji zwłoki księdza Zygmunta Sajny rozpoznała jego siostra, Maria Zyta Sajna. Został pochowany wraz z innymi we wspólnej mogile.

## Beatyfikacja
Proces beatyfikacyjny, jako zbiorowy, otwarto 26 stycznia 1992 roku. Dnia 26 marca 1999 roku w obecności papieża promulgowano dekret o jego męczeństwie.
Ksiądz Zygmunt Sajna został beatyfikowany przez św. Jana Pawła II podczas pielgrzymki papieskiej do Polski, w grupie 108 męczenników za wiarę, którzy zginęli podczas II wojny światowej. Beatyfikacja miała miejsce 13 czerwca 1999 podczas mszy świętej odprawianej w Warszawie.
Postać księdza Zygmunta Sajny upamiętnia tablica w kościele w Górze Kalwarii. Jego imieniem nazwano jedną z ulic miasta, dawniej Senatorską. Dnia 8 kwietnia 2000 imię księdza Zygmunta Sajny przyjęło Liceum Ogólnokształcące w Górze Kalwarii.
Jego wspomnienie liturgiczne obchodzone jest w dies natalis (17 września) oraz w grupie 108 błogosławionych męczenników 12 czerwca.